# Ernst II van Saksen-Altenburg
Ernst Bernhard George Johan Karel Frederik Peter Albert (Schloss Altenburg, 31 augustus 1871 — Jachtslot Fröhliche Wiederkunft, Trockenborn-Wolfersdorf, 22 maart 1955) was van 1908 tot 1918 de laatste hertog van Saksen-Altenburg.

## Leven
Hij was de zoon van Maurits van Saksen-Altenburg (broer van hertog Ernst I) en Augusta van Saksen-Meiningen, een dochter van Bernhard II van Saksen-Meiningen. Op 27 februari 1898 trad hij te Bückeburg in het huwelijk met Adelheid van Schaumburg-Lippe, kleindochter van George Willem van Schaumburg-Lippe. 

## Kinderen
Uit zijn huwelijk met Adelheid van Schaumburg-Lippe (1875-1971) werden vier kinderen geboren:
- Charlotte Agnes Ernestine Augusta Bathildis Marie Therese Adolfine (1899-1996), gehuwd met Sigismund van Pruisen (1896-1978)
- George Maurits (1900-1991), de laatste erfprins van Saksen-Altenburg
- Elisabeth Karola (1903-1991)
- Frederik Ernst Karel August Adalbert, Prins van Saksen-Altenburg (1905-1985)

Hij besteeg de Altenburgse troon toen zijn oom Ernst I in 1908 stierf zonder overlevende kinderen na te laten. In de Novemberrevolutie van 1918 moest hij evenals alle andere Duitse vorsten troonsafstand doen (13 november). Saksen-Altenburg werd hierop een vrijstaat en ging in 1920 op in de Vrijstaat Thüringen.
Ernst reisde na zijn abdicatie af naar het nabijgelegen Trockenborn-Wolfersdorf en betrok daar het slot Fröhliche Wiederkunft. Zijn huwelijk werd in 1920 ontbonden en in 1934 hertrouwde hij met Maria Martha Triebel. Op 1 mei 1937 werd Ernst lid van de NSDAP (nr. 4.868.032). In 1938 ontving hij ereburgerschap van de stad Altenburg. Na de Tweede Wereldoorlog droeg hij het slot over aan de stad Altenburg. 
Hij stierf aldaar op 22 maart 1955 als allerlaatste Duitse vorst. Als enige van hen is hij ingezetene van de Duitse Democratische Republiek geweest.
Met de dood van zijn kinderloze zoons stierf de linie Saksen-Altenburg uit.

## Zie oo k
- Lijst van heersers van Saksen